# Ermida de Santiago (Odivelas)
A Ermida de Ermida de Santiago foi um monumento situado perto da aldeia de Odivelas, no concelho de Ferreira do Alentejo, em Portugal.

## Descrição e história
A ermida situava-se na zona do Monte do Olival, nas imediações da aldeia de Odivelas. O edifício tinha uma planta de forma rectangular.
Pertencia à Ordem de Santiago, sabendo-se que já existia no século XVI. Poderá estar ligada ao Mosteiro de Cima, que foi referido nos documentos da Ordem sobre a zona de Odivelas.